# نایروبی
نایروبی پایتخت کشور کنیا است.
نایروبی در سال ۱۸۹۹ به عنوان یک اردوگاه بر سر خط راه‌آهن بنیاد شد و در سال ۱۹۰۷ به عنوان پایتخت برگزیده شد. این شهر همچنین مرکز استان نایروبی است.
شهر نایروبی در کنار رودخانه نایروبی در جنوب کنیا قرار دارد و ارتفاع آن از سطح دریا ۱۶۶۱ متر است.
نایروبی با ۳ تا ۴ میلیون نفر جمعیت، بزرگ‌ترین شهر شرق آفریقا به‌شمار می‌آید. این شهر امروزه از شهرهای اصلی قاره آفریقا و از مراکز اصلی مالی، سیاسی و اجتماعی آنست.

## تاریخچه
این ناحیه اصولاً یک ناحیه غیرمسکونی باتلاقی بود تا این که در سال ۱۸۹۹، یک مرکز توزیع |ایستگاه باربری تدارکاتی برای راه‌آهن اوگاندا در آن احداث گردید و به زودی به مرکز اصلی خط آهن تبدیل گردید. این شهر بر اساس نام یک گودال آب که در زبان ماآسی «Nairobi Ewaso» به معنای «آبهای سرد» خوانده می‌شود، به این نام موسوم گردید. پس از شیوع طاعون و سوزاندن شهر اصلی، این شهر در اوایل سال‌های ۱۹۰۰ کلاً بازسازی شد.
در سال ۱۹۰۵، نایروبی به عنوان پایتخت کشور آفریقای شرقی تحت‌الحمایه بریتانیا جایگزین مومباسا شد. خط آهن برای این کشور ثروت به ارمغان آورده، که به شدت موجب رشد آن نیز شده است. در نتیجه پس از مومباسا، این شهر دومین شهر بزرگ کنیا می‌باشد.
در سال ۱۹۰۱، این شهر پایتخت سرزمین تحت‌الحمایه انگلیس شد، در ابتدا به شکل محل برگزاری مسابقه بزرگ شکار و سپس از لحاظ اداری و جهانگردی رشد نمود. همچنان که استعمارگران انگلیسی به وارسی و اکتشاف این ناحیه می‌پرداختند، آن‌ها از نایروبی به عنوان اولین بندر برای دیدار این ناحیه استفاده نمودند. این دولت مستعمراتی را برآن داشت تا چند هتل بزرگ در این شهر بسازد. مشتریان اصلی این هتل‌ها شکارچیان بریتانیائی بودند.
نایروبی تحت حکومت بریتانیا به رشد خود ادامه داد، و شماری از افراد انگلیسی در حومه شهر سکنی گزیدند. گسترش پیوسته شهر موجب خشم مردم مومباسا شد چرا که این شهر سرزمین آن‌ها را تا ناحیه جنوب می‌بلعید. این مسئله همچنین اهالی ناحیه کیکویو را که می‌خواستند به سرزمین خود مراجعت نمایند، عصبانی کرد.
در سال ۱۹۱۹، شهرداری نایروبی تأسیس شد. بین سال‌های ۱۹۲۰ و ۱۹۵۰، عده ساکنان سفیدپوست در نایروبی از ۹۰۰۰ به ۸۰٬۰۰۰ نفر افزایش یافت. اما برخوردی بین این ساکنان و مردم بومی آن وجود داشت. نایروبی در سال ۱۹۵۴ موقعیت خود را به عنوان یک شهر احراز نمود.
پس از پایان جنگ جهانی دوم، این برخوردها به شورش مائومائو منجر شد. رئیس‌جمهوری بعدی کنیا، جومو کنیاتا به اتهام شرکت در این شورش حبس گردید، اگرچه هیچ مدرکی دال بر ارتباط وی با شورش وجود نداشت. فشار اعمال شده از سوی بومیان این کشور بر بریتانیا، به استقلال کنیا در سال ۱۹۶۳ انجامید و نایروبی به عنوان پایتخت این جمهوری انتخاب شد.
نایروبی پس از استقلال کنیا به سرعت رشد نمود و این رشد فشار خود را بر زیرساختار شهری وارد ساخت. موارد قطع برق و کمبود آب یک اتفاق عادی بود، اما در چند سال گذشته، برنامه‌ریزی بهتر شهری به تحت کنترل قرار گرفتن برخی از این مشکلات کمک نموده است.
سفارت آمریکا در نایروبی در اوت ۱۹۹۸ از سوی القاعده بمب‌گذاری شد، که به کشته شدن حدود ۲۰۰ نظامی منجر شد. در این نقطه هم‌اکنون یک پارک یادبود احداث شده است.

## جغرافیا

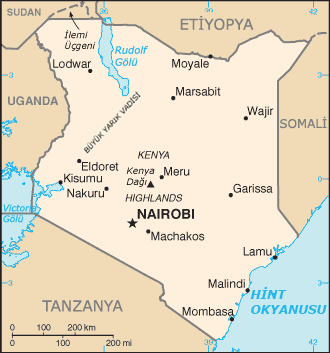

این شهر حدود ۱۵۰کیلومتر مربع را اشغال می‌کند و در ارتفاع ۱۶۶۰متر بالاتر از سطح دریا قرار دارد.
نایروبی بین شهرهای کامپالا و مومباسا واقع شده است. این شهر نزدیک گوشه شرقی گسل دره قرار گرفته است. چون نایروبی در مجاورت گسل بزرگ دره واقع است، گهگاهی در آن زلزله‌ها و تکانهایی رخ می‌دهد. تپه‌های انگونگ، در بخش غربی شهر قرار گرفته، و شاخصترین پدیده جغرافیایی منطقه نایروبی است.
کوه کنیا، در شمال نایروبی واقع شده و کوه کلیمانجارو در طرف جنوب شرق آن قرار دارد. هردو کوه در هوای صاف از نایروبی قابل مشاهده هستند.
رود نایروبی و سرشاخه‌های آن در میان ایالت نایروبی جریان دارند. جایزه صلح نوبل به ونگاری ماآتای اهدا گردید که به شدت برای حفاظت از جنگل‌های انبوه کارورا در شمال نایروبی تلاش نمود که تحت تهدید جایگزین شدن با احداث مسکن و دیگر زیرساخت‌ها قرار گرفته بود.

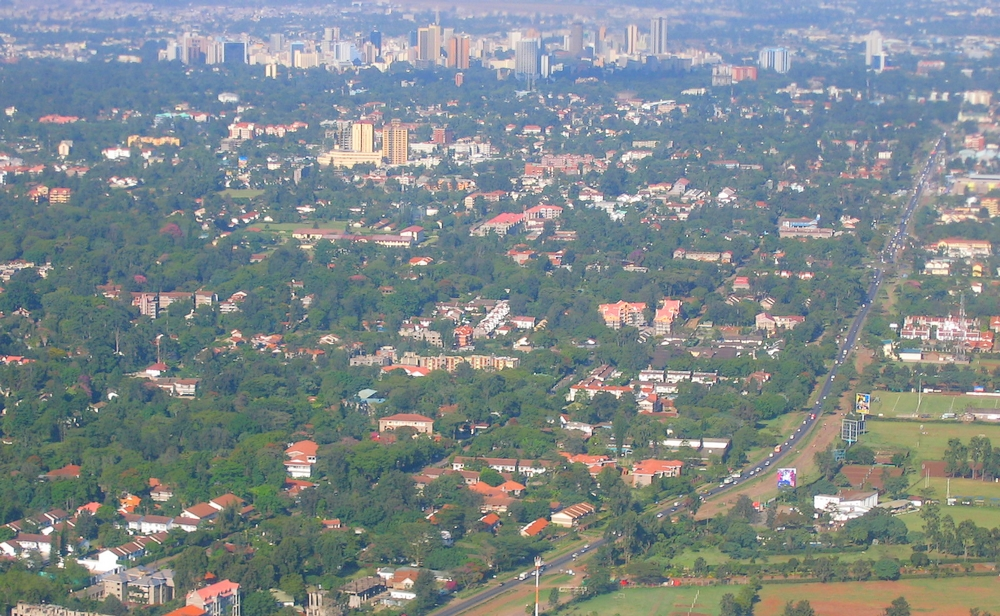
تصویر هوایی از واحد اداری مرکزی و جاده انگونگ

حوالی غربی نایروبی به فاصله حدود ۲۰ کیلومتر- تمام مسیر را از بیمارستان ملی کنیاتا در جنوب تا مراکز سازمان ملل و جیگیری در شمال تحت پوشش قرار می‌دهد.
در حوالی نقاط مرکزی شهر در میدان شهر، ساختمان‌های مجمع ملی کنیا|مجلس کنیا، کلیسای جامع خانواده مقدس، سالن شهر نایروبی، گورستان جومو کنیاتا و پررونق‌ترین فروشگاه‌ها قرار دارند. این منطقه همچنین دارای تئاتر ملی کنیا، مرکز بایگانی ملی کنیا، مرکز هنری مزیزی و مرکز کنفرانس بین‌المللی کنیاتا می‌باشد. دیگر جاذبه‌های شهر شامل موزه هنر مدرن راموما رحیمتولا، کلیسای بزرگ قدیسان و بازارهای متعددی می‌باشد.

## آب و هوا

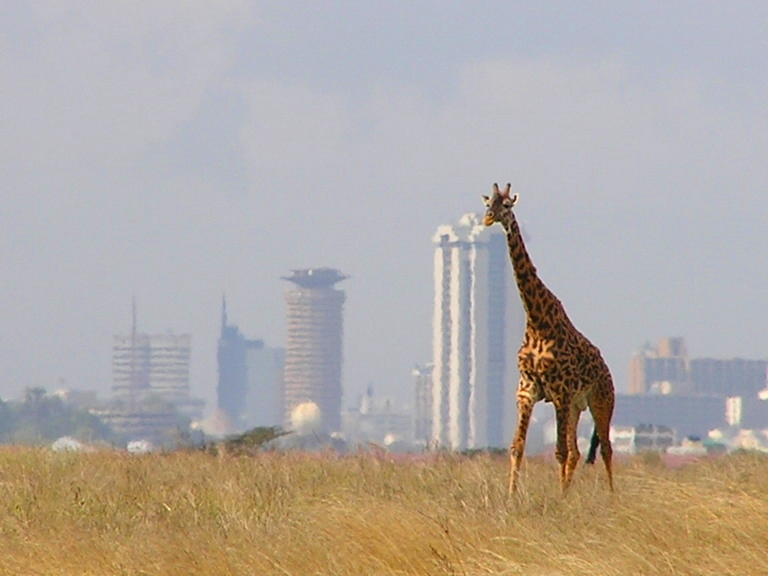
زرافه‌ای تنها در پارک ملی نایروبی

با ارتفاع ۱۸۶۰متر، نایروبی از آب و هوای نسبتاً معتدلی برخوردار می‌باشد. این ارتفاع (از سطح دریا) موجب ایجاد عصرهای خنکی به ویژه در فصل ماه‌های ژوئن / ژولای می‌شود زمانی که دما می‌تواند تا ۱۰درجه سانتیگراد نیز افت کند. آفتابی‌ترین و گرم‌ترین بخش از سال از ماه دسامبر تا مارس است، زمانی که درجه حرارت متوسط به بیست و چند درجه در طی روز می‌رسد. معمولاً اوج دما ۲۵ درجه سانتیگراد است. دو فصل بارانی در این منطقه وجود دارد اما بارش بیشتر می‌تواند متعادل باشد. ابری‌ترین قسمت سال درست پس از اولین فصل بارانی شروع می‌شود و تا سپتامبر ادامه دارد، و شرایط معمولاً ابری به همراه باران ملایم (نم نم) می‌باشد. چون نایروبی در نزدیک خط استوا قرار دارد، تفاوت‌ها بین فصول آن حداقل است. این فصول به صورت فصل بارش (نمناک) و فصل خشک بیان می‌شوند. زمان طلوع و غروب خورشید چندان زیاد در طول سال تغییر نمی‌کند.

## جمعیت
از زمان تأسیس آن در سال ۱۸۹۹ نایروبی با سرعت زیادی رشد کرده و اکنون بزرگ‌ترین شهر آفریقای شرقی است.
در حال حاضر نرخ رشد جمعیت این شهر ۶٫۹ درصد است و پیش‌بینی می‌شود تا سال ۲۰۱۵ جمعیت آن به ۵ میلیون نفر برسد.

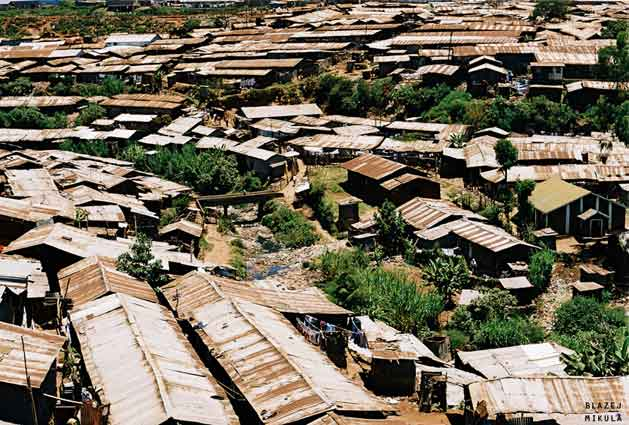
بین ۵۰۰ هزار تا یک میلیون نفر از مردم شهر نایروبی در منطقه خرابه نشین کیبرا زندگی می‌کنند که بزرگ‌ترین و فقیرترین نمونه از نوع خود در آفریقا می‌باشد.

| سال  | جمعیت     |
| ---- | --------- |
| ۱۹۰۶ | ۱۱٬۵۰۰    |
| ۱۹۱۱ | ۱۴٬۰۰۰    |
| ۱۹۲۱ | ۲۴٬۳۰۰    |
| ۱۹۲۶ | ۲۹٬۹۰۰    |
| ۱۹۲۹ | ۳۲٬۹۰۰    |
| ۱۹۳۱ | ۴۷٬۸۰۰    |
| ۱۹۳۹ | ۶۱٬۳۰۰    |
| ۱۹۴۴ | ۱۰۸٬۹۰۰   |
| ۱۹۴۸ | ۱۱۹٬۰۰۰   |
| ۱۹۵۵ | ۱۸۶٬۰۰۰   |
| ۱۹۵۷ | ۲۲۱٬۷۰۰   |
| ۱۹۶۰ | ۲۵۱٬۰۰۰   |
| ۱۹۶۲ | ۲۶۶٬۸۰۰   |
| ۱۹۶۵ | ۳۸۰٬۰۰۰   |
| ۱۹۶۹ | ۵۰۹٬۳۰۰   |
| ۱۹۷۹ | ۸۲۷٬۷۷۵   |
| ۱۹۸۹ | ۱٬۳۲۴٬۵۷۰ |
| ۱۹۹۵ | ۱٬۸۱۰٬۰۰۰ |
| ۱۹۹۹ | ۲٬۱۴۳٬۲۵۴ |
| ۲۰۰۵ | ۲٬۷۵۰٬۵۶۱ |

## فرهنگ
نایروبی یک شهر چندملیتی و مذهبی با فرهنگ‌های متعدد است، که شامل مهاجران متعددی از مستعمرات سابق بریتانیا، همچون هندوستان، سومالی و سودان می‌باشد. این شهر به جهت وجود تعداد فراوان کلیساها، مساجد، معابد و عبادتگاه سیک‌ها (gurdwara) مشهور است. به عنوان بازتابی از شهرهایی با ترکیب متعدد فرهنگی، زندگی شبانه در آن، دامنه متنوعی از میخانه‌ها را عرضه می‌کند.
نایروبی دارای عنوان غیررسمی «شهر سبز در (زیر) آفتاب» است.

## ادبیات و فیلم
شاید معروفترین مجموعه کتاب و فیلم در نایروبی، Africa of Out باشد. این کتاب توسط کارن بلیکسن (متخلص به ایزاک دینسن) نوشته شده، و آن داستان زندگی او در کنیا می‌باشد. کارن بلیکسن از سال ۱۹۱۷تا۱۹۳۱در ناحیه نایروبی می‌زیست، و کارن، که او در حوالی آن زندگی می‌نموده، بعداً به نام وی اضافه شده است.
در سال ۱۹۸۵، کتاب وی (خارج از آفریقا) به کارگردانی سیدنی پولاک به فیلم تبدیل شد. این فیلم ۲۸ جایزه، از جمله ۷ جایزه فرهنگستان هنر و علوم را به خود اختصاص داد. شهرت این فیلم باعث بازگشایی موزه کارن بلیکسن در نایروبی شد.
نایروبی مجموعه‌ای از سینماهای متعدد نوع ایالات متحده و صنعت فیلم بریتانیا را در اختیار داشته است. جدیدترین این فیلم‌ها، (فیلم) باغبان باوفا (۲۰۰۵) بود که بخش گسترده‌ای از سینماهای شهر آن را اکران کردند. داستان فیلم حول یک دیپلمات بریتانیایی در نایروبی می‌چرخد که همسرش در شمال کنیا به قتل رسیده است. بیشتر داستان فیلم در خرابه کیبرا اتفاق می‌افتد.

## پارک‌ها و باغ‌ها
نایروبی دارای پارک‌ها و فضاهای باز متعددی در داخل شهر است. بیشتر نواحی نایروبی، فضای سبز بوده و شهر دارای پوشش متراکمی از درخت می‌باشد. مشهورترین پارک نایروبی، پارک اوهورو است. پارک در حاشیه بخش مرکزی اداری و همسایگی تپه بلند قرار دارد. پارک اوهورو (آزادی) مرکزی برای سخنرانی‌های، خدمات و اجتماعات در هوای آزاد است. این پارک به دستور رئیس‌جمهور، دانیل آراپ موآ، احداث گردید که می‌خواست مرکز شصت طبقه حزب خود را در این پارک مستقر نماید. اما، پارک به وسیله ونگاری ماآتای حفاظت شد که به خاطر مساعی خود جایزه صلح نوبل را دریافت نمود.
بانک مرکزی در کنار پارک اوهورو قرار دارد، و شامل بنای یادبود جومو کنیاتا، اولین رئیس‌جمهور کنیا می‌باشد. دیگر فضاهای باز و چشمگیر عبارتند از باغات ژیوانجی، پارک شهر و قلمستان نایروبی است.

## اشتغال و اقتصاد
نایروبی مرکز بازار سهام کشور می‌باشد که یکی از بزرگ‌ترین بازارهای سهام در آفریقا است. این بازار (NSE) به‌طور رسمی از سوی بازار سهام خارجی (بازار سهام لندن) در سال ۱۹۵۳ به رسمیت شناخته شده است. این بازار سهام از لحاظ حجم تجاری چهارمین و از لحاظ سرمایه‌گذاری بازار به عنوان درصد تولید ناخالص ملی پنجمین کشور در آفریقا محسوب می‌شود.
دفتر مرکزی تعدادی از بزرگ‌ترین شرکت‌های آفریقایی در نایروبی قرار دارد. دفتر مرکزی کن ژن، که بزرگ‌ترین بازار سهام آفریقا در خارج از آفریقای جنوبی است، در این شهر واقع است.
خطوط هوایی کنیا، به عنوان دومین خط هوایی بزرگ، از فرودگاه بین‌المللی جومو کنیاتا به صورت یک کانون (ترابری) استفاده می‌کند.
نایروبی مراکز منطقه‌ای شرکت‌ها و سازمان‌های بین‌المللی است. این باعث می‌شود که نایروبی یکی از پرنفوذترین شهرها در آفریقا شود. سازمان ملل متحد، حضور فعالی در نایروبی داشته، که دو دفتر مرکزی آن، برنامه محیطی سازمان ملل (UNEP)، و برنامه اسکان بشر سازمان ملل، در این شهر قرار دارد.
کالاهای ساخته شده درنایروبی شامل پوشاک، منسوجات، مصالح ساختمانی، اغذیه فرآوری شده، نوشیدنی‌ها و سیگار است. کارخانه‌های چند شرکت خارجی نیز در داخل و اطراف شهر واقع است. این شرکت‌ها فایرستون و گودیر هستند که کارخانه‌هایشان در جاده مومباسا قرار دارد. بیشتر صنایع در نایروبی در بخش شرقی آن قرار دارند.
نایروبی دارای صنعت گسترده جهانگردی است که هم به عنوا ن تفرج گاه جهانگردان و هم به عنوان کانون حمل و نقل آن‌ها مطرح است.

## رسانه(ها)

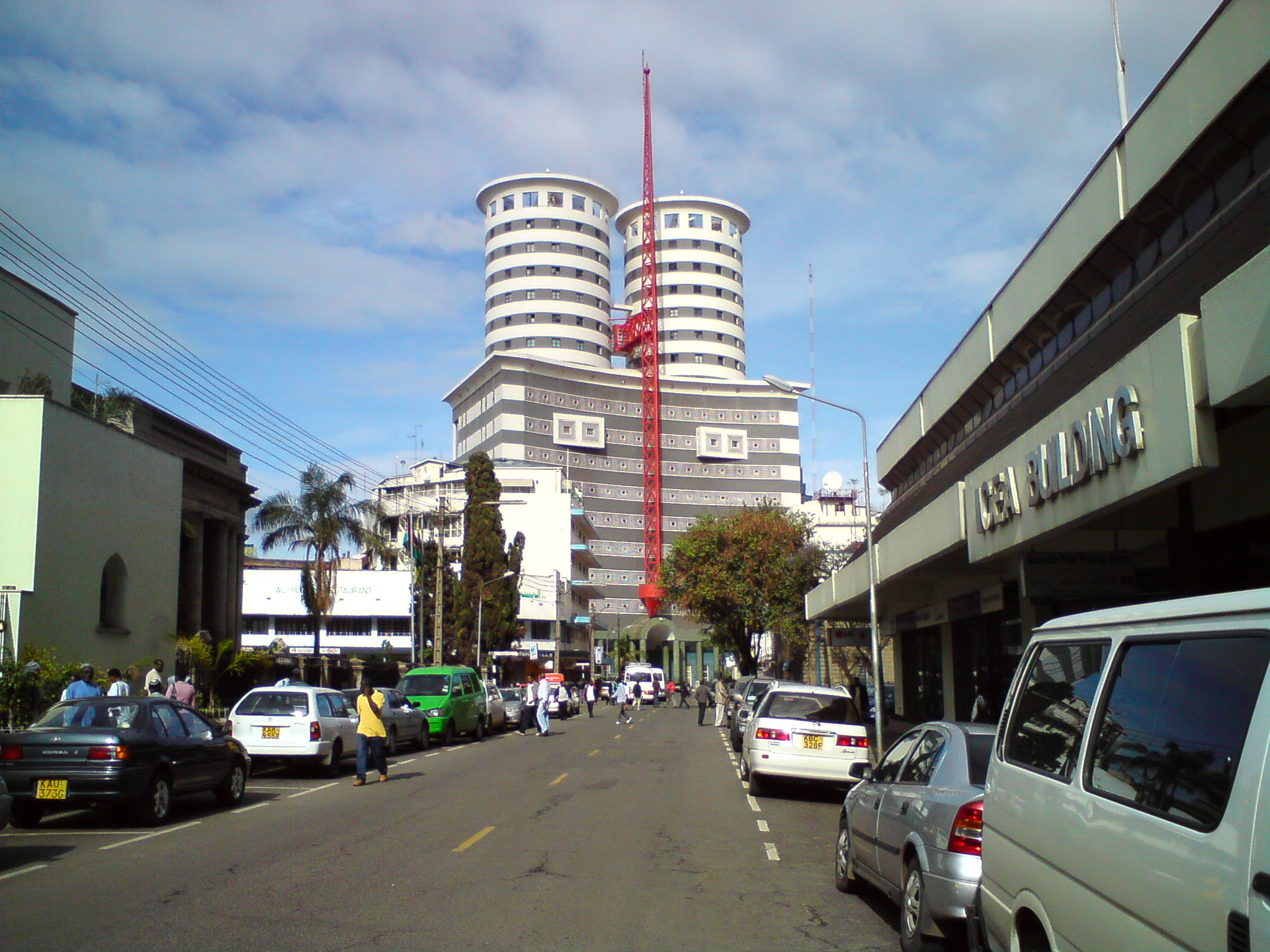
مقر شرکت رسانه‌ای کنیایی گروه نیشن مدیا

نایروبی مهم‌ترین مرکز سازمان‌های خبری و رسانه‌ای کنیا است. این شهر همچنین موطن رایجترین روزنامه‌های شرق آفریقا (همچون): «دیلی نیشن» و «استاندارد» است. این روزنامه‌ها در داخل کنیا جریان دارند و دامنه از موضوعات داخلی و منطقه‌ای را تحت پوشش قرار می‌دهند. هردو روزنامه به زبان انگلیسی منتشر می‌شوند.
شبکه تلویزیون کنیا بزرگ‌ترین مرکز تلویزیونی بوده که در نایروبی واقع شده است. این شبکه کلاً اخبار شغلی را برای کنیا و قاره (آفریقا) پخش می‌کند. اتحادیه پخش (تلویزیونی) کنیا، یک ایستگاه فعال تلویزیونی و رادیوئی است که که مقر آن نیز در این شهر قرار دارد. روزنامه نیشن، نیز یک ایستگاه تلویزیونی دارد که پخش برنامه و مکان آن در نایروبی قرار دارد.
شماری از سازمان‌های چندملیتی رسانه‌ای دارای مقرهای منطقه‌ای در نایروبی هستند. این سازمان‌ها عبارتند از: بی‌بی‌سی، سی ان ان، رویترز و آسوشیتد پرس.

## گردشگری
نایروبی مقصد اولیه جهانگردان نیست، اما قطعاً جاذبه‌های جهانگردی متعددی دارد. مشهورترین آن، پارک ملی نایروبی است. پارک ملی منحصربه‌فرد است، که تنها منطقه حفاظت شده شکار در این طبیعت است که در حاشیه شهری بزرگ یا شهری در این اندازه، قرار دارد. این پارک شامل جانوران متعددی از جمله شیرها و زرافه‌ها است. این پارک موطن بالغ بر ۴۰۰ گونه پرنده است.
نایروبی موزه‌های متعددی دارد. آن‌ها شامل موزه راه‌آهن نایروبی و موزه ملی کنیا می‌باشند که در آن اشیاء مصنوعی متعددی وجود دارد و از جمله بازمانده کامل فسیل انسان اولیه همو ارکتوس می‌باشد. موزه ملی فعلاً جهت نوسازی تعطیل است، اما در سال ۲۰۰۷ بازگشایی خواهد شد.
هتل‌های نایروبی عبارتند از هیلتون، هتل اینترکانتیننتال، پارک سفری، هتل نیو استانلی، گرند ریجنسی و هتل نورفولک، که باسابقه‌ترین هتل پیوسته فعال در این شهر می‌باشد. هتل پاناری جدیدترین هتل ۵ستاره است که در سال ۲۰۰۶ افتتاح شد.
نایروبی همچنین موطن بزرگ‌ترین زمین اسکیت روی یخ (پاتیناژ) در مرکز اسکی پاناری در آفریقا می‌باشد. این زمین اسکیت ۱۵هزار متر مربع وسعت داشته و می‌تواند ۲۰۰نفر را در خود جای دهد.

## مکانهای دیدنی
- پارک ملی نایروبی
- Karen Blixen موزه
- آرشیو ملی
- Bomas of Kenya
- مرکز زرافه
- Safari پارک
- Carnivore رستوران

## بخش تجاری مرکزی
نایروبی در پیرامون بخش مرکزی تجاری توسعه پیدا کرده است. این بخش به شکل چهارگوش است، که اطراف آن را بزرگراه اوهورو، خیابان هایل سلاسی، خیابان موآ و جاده دانشگاه احاطه نموده است. بخش تجاری شامل ساختمان‌های مهم نایروبی، از جمله سیتی هال و ساختمان مجلس است. میدان شهر نیز در پیرامون آن قرار دارد.
یک ویژگی بخش مرکز تجاری که جهانگردان خارجی را بیش از همه متوجه خود می‌کند، افق مرئی آن است. افق مرئی شهر نایروبی با بسیاری از شهرهای آسیایی و آمریکایی مقایسه شده است. این در اثر وجود یک بازوی متحرک ساختمانی (جراثقال) پس از استقلال و نمونه‌ای دیگر از آن در اواخر دهه ۱۹۹۰و اویل سال‌های ۲۰۰۰به وجود آمده است. بیشتر آسمانخراش‌های این منطقه، مراکز تجاری و شرکتی همچون M &I می‌باشند. بمبگذاری در سفارت ایالات متحده در این بخش رخ داده که سبب شد تا ساختمان جدید سفارت در نواحی حومه قرا گیرد.
در سال ۲۰۰۶، پروژه گسترده زیباسازی در طرح بازوی متحرک (CBD) قرار گرفت، که شهر را برای میزبانی اجلاس شهرهای آفریقا در سال ۲۰۰۶ مهیا می‌سازد. ساختمان‌های سنتی همچون مرکز بین‌المللی کنفرانس کنیاتا که بخش‌های بیرونی آن تمیز و نقاشی مجدد گردید.
این بخش در بزرگ‌ترین پارک نایروبی از سمت جنوب غربی هم‌مرز است: پارک اوهورو و پارک مرکزی، پارک مرکزی|نایروبی. خط راه‌آهن مومباسا به کامپالا از جنوب شرق این بخش می‌گذرد.
امروزه، بیشتر شرکت‌ها مراکز خود را خارج از بخش مرکزی تجاری قرار داده‌اند یا در نظر دارند به آن انتقال دند. این به خاطر آن است که زمین در آن نقاط ارزانتر بوده، و امکانات را با سهولت بیشتری می‌توان در هر جایی فراهم ساخت و نگهداری نمود. دو ناحیه‌ای که درآن‌ها رشد وجود شرکت‌ها و فضای اداری مشاهده می‌شود، آپرهیل در فاصله تقریبی ۲ کیلومتری از (CBD) و وستلندز با مسافتی تقریباً به یک اندازه است. شرکتهایی که از (CBD) به آپرهیل نقل مکان کرده‌اند، سیتی بانک می‌باشند.
برای هماهنگسازی تقاضای گسترده برای عرصه زمینی در امر احداث ساختمان در نایروبی، پروژه‌های بازرگانی مختلفی طراحی شده است. پارک‌های جدید تجاری (شغلی) در امتداد جاده مومباسا احداث شده است، از جمله پارک تجری نخبگان نایروبی. نایروبی فعلاً از سوی یک شرکت خاورمیانه‌ای به عنوان شهری فرض شده که در آفریقا علاقه‌مند به ساختن مراکز (تجاری) بلندمرتبه است.

## بلندترین آسمان خراشهای نایروبی

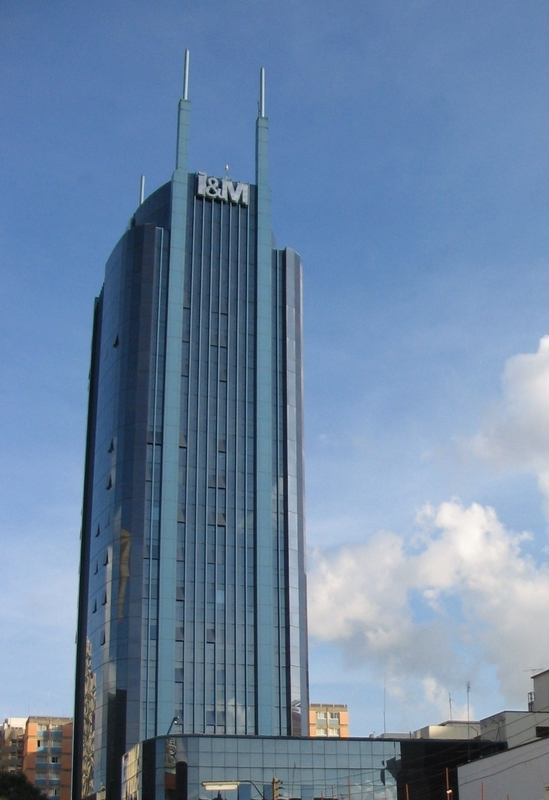
مراکز بانک M & I در نایروبی

* New Central Bank Tower (با ارتفاع ۱۴۰ متر)
- Teleposta Towers (با ارتفاع ۱۲۰ متر)
- Kenyatta International Conference Centre (با ارتفاع ۱۰۵ متر)
- NSSF Building (با ارتفاع ۱۰۳ متر)
- I&M Bank Tower (با ارتفاع ۱۰۰ متر)
- Government Office Conference Hall (با ارتفاع ۹۸ متر)
- Rahimtulla Tower (با ارتفاع ۲۰ متر)

## شرایط اسکان
نایروبی موطن خرابه نشین‌های متعددی است. رشد این نواحی فقیر نشین، نتیجه مهاجرت از نواحی روستایی به شهرهای بزرگ است. چون نمی‌توانند کاری پیدا کنند، این مهاجران در نواحی فقیرنشین ساکن می‌شوند. کیبرا بزرگ‌ترین و فقیرترین ناحیه خرابه‌نشین در آفریقا است. ، و در بخش غربی نایروبی واقع است. بین ۵۰۰ هزار تا یک میلیون نفر در کیبرا زندگی می‌کنند که تاریخ آن به زمان اسکان ۱۹۲۰ برای سربازان نوبه‌ای بر می‌گیرد (کیبرا یک لغت نوبه‌ای به مفهوم «جنگل» است). نواحی خرابه‌نشین منطقه‌ای را به مساحت ۲ کیلومتر مربع در بر می‌گیرد  و در سرزمین‌های دولتی قرار دارد. کیبرا برای فیلم‌های متعددی صحنه نمایش قرار گرفته، که جدیدترین آن باغبان وفادار است.
دیگر نقاط عمده فقیرنشین عبارتند از ماتاره و کوروگوچو. در میان دیگر مکان‌های دارای شهروندان با درآمد پایین و پایینتر از حد متوسط، کاریوکور، دندورا، کاریوبانگی، امباکاسی، هوروما و داگورتی قرار دارند.
مهاجران سومالیایی در منطقه ایستلی، ساکن هستند که به ' موگادیشوی کوچک' ملقب شده است.

## مکانهای مسکونی
بیشتر ساکنان غیرمقیم در مناطق فقیر نشین، در شرایط اسکان نسبتاً خوبی زندگی می‌کند. در مجاورت آن‌ها خانه‌های بزرگی به ویژه در غرب نایروبی یافت می‌شود. از لحاظ تاریخی، مهاجران انگلیسی در نواحی لانگاتا و کارن کنیا|کارن سکنی گزیده‌اند. دیگر مناطی طبقات با درآمد متوسط و بالا عبارتند از پارکلندز نایروبی| پارکلندز، وستلندز، هارلینگهام، میلیمانی و نایروبی هیل.
برای اسکان طبقه متوسط در حال رشد، تعدادی آپارتمان و مجتمع‌های مسکونی در اطراف شهر احداث شده است. مهم‌ترین مجتمع گرین پارک است که در شهر آتی ریور در ۲۵ کیلومتری ناحیه CBD نایروبی واقع است. حدود ۵۰۰۰ خانه، ویلا و آپارتمان در این مجتمع ساخته شده که شامل امکانات تفریحی (فراغتی)، خرده فروشی و بازرگانی می‌باشند. در این مجتمع داد وستدها به شکل خانوادگی انجام می‌شود که بیشتر در داخل شهر وجود دارد.

## جرم و جنایت
نایروبی با (نرخ) جنایت فزاینده دست و پنجه نرم می‌کند، و وجهه خود را به عنوان یک شهر خطرناک و با لقب «Nairobbery» از دست می‌دهد. در سال ۲۰۰۱، کمیسیون خدمات شهروندی بین‌المللی سازمان ملل، نایروبی را در میان ناامن‌ترین شهرهای جهان رتبه‌بندی کرد و آن را در «رتبه C» درجه‌بندی نمود. مسئول یک آژانس مجتمع سطوح بسیار بالائی از سرقتهای مسلحانه، دزدی از خانه‌ها و ماشین دزدی را بیان نمود.  زمانی که بسیاری ازمردم مناطق حومه را به قصد شهر ترک کردند جرم و جنایت در نایروبی افزایش یافت. به دلیل فقر، آن‌ها هیچ انتخاب دیگری جز ساکن شدن در مناطق فقیر نشینی همچون کیبرا ندارند.
هم‌اکنون بیشتر منازل دارای پنجره‌ها و درهای کشبک ضد دزد و قابل دیدبانی دارند، و سگهایی که طی شب از زمین‌های آن‌ها حراست می‌نمایند. به جهانگردان سفارش می‌شود که اشیاء باارزش خود را نشان ندهند، و تلاش نمایند به هنگام شب از تردد در مرکز شهر خودداری نمایند.

## دانشگاه‌های نایروبی
در نایروبی دانشگاه‌های برجسته‌ای وجود دارند.
دانشگاه نایروبی قدیمی‌ترین دانشگاه کنیا است. این دانشگاه در سال ۱۹۵۶ به عنوان بخشی از دانشگاه شرق آفریقا تأسیس شد، اما در سال ۱۹۷۰ به دانشگاهی مستقل تبدیل گردید. این دانشگاه تقریباً ۲۲۰۰۰ نفر دانشجو دارد.
دانشگاه کنیاتا با مساحت ۱۰۰۰ جریب، در ۲۳ کیلومتری مرکز نایروبی قرار دارد. این دانشگاه در سال ۱۹۸۵ پس از مبارزه طولانی برای دستیابی به جایگاه خود که از سال ۱۹۶۳ آغاز شده بود، بنا نهاده شد.
دانشگاه استراتمور در سال ۱۹۶۱ به عنوان کالج سطح پیشرفته سیکسفرم آغاز بکار نمود که موضوعات علوم و هنر را ارائه می‌نمود. این کالج در مارس ۱۹۶۶ دانشجوی حسابداری پذیرش نمود، و به این صورت تبدیل به دانشگاه شد. کالج استراتمور در ژانویه ۱۹۹۳، با کالج کیاندا ادغام شد و به ناحیه ماداراکا در جاده اولسانگال نایروبی نقل مکان نمود.
دانشگاه دانشگاه بین‌المللی آمریکایی نایروبی شاخه‌ای از دانشگاه بین‌المللی آمریکایی است که دارای شعبی در سراسر دنیا است. کمپ نایروبی در سال ۱۹۶۹ تأسیس شد، و اولین دوره فارغ‌التحصیلی به سال ۱۹۷۹ در آن رخ داد. این دانشگاه دارای مدرک اعتباری از انجمن غربی مدارس عالی و کالج‌ها آمریکا و دولت کنیا می‌باشد. دانشگاه دی استار، یک دانشگاه هنری آزاد مسیحی در نایروبی کنیا است.

## شهرهای خواهرخوانده نایروبی
- دنور و کلرادو (در ایالات متحده)

## نقشه‌ها
- نقشه بارش باران